# Ernest Barberolle
Ernest Barberolle (París, 16 d'octubre de 1861 - Joinville-le-Pont, Val-de-Marne, 5 de setembre de 1948) va ser un remer francès que va competir a començaments del segle xx.
El 1920 va prendre part en els Jocs Olímpics d'Anvers, on guanyà la medalla de plata en la competició del dos amb timoner del programa de rem, formant equip amb Gabriel Poix i Maurice Bouton.